# كريس هوندروس
كان كريس هوندروس (14 مارس 1970 – 20 أبريل 2011) مصور حرب أمريكي. كان هوندروس من بين المرشحين النهائيين لجائزة بوليتزر للتصوير الإخباري العاجل مرتين.

## سيرة ذاتية
وُلِد كريس هوندروس في مدينة نيويورك لأبوين مهاجرين يونانيين وألمانيين، كانا لاجئين في طفولتهما بعد الحرب العالمية الثانية. قضى معظم طفولته في فاييتفيل، كارولاينا الشمالية، حيث تخرج من مدرسة تيري سانفورد الثانوية عام 1988.
درس هوندروس الأدب الإنجليزي في جامعة ولاية كارولينا الشمالية حيث عمل أيضًا في صحيفة Technician، وهي صحيفة الحرم الجامعي. في عام 1991، قدم هوندروس ملفه الشخصي ودُعي لحضور ورشة عمل إدي آدامز. بعد تخرجه من جامعة الولاية في عام 1993، انتقل هوندروس إلى أثينا، أوهايو، وحصل على درجة الماجستير من كلية الاتصالات المرئية بجامعة أوهايو. بدأ حياته المهنية في صحيفة Troy Daily News في أوهايو كمتدرب ثم أصبح مصورًا رئيسيًا قبل أن يعود إلى فاييتفيل في عام 1996 لبدء حياته المهنية مع صحيفة Fayetteville Observer ولكي يكون قريبًا من والده الذي توفي بسبب السرطان في عام 2000.
ترك هوندروس عمله في صحيفة فاييتفيل أوبزرفر عام 1998ليعود إلى نيويورك ويركز على التقارير الدولية. ومن مقره في نيويورك، عمل هوندروس في معظم مناطق الصراع الرئيسية في العالم منذ أواخر التسعينيات، بما في ذلك كوسوفو، وأنغولا، وسيراليون، وأفغانستان، وكشمير، والضفة الغربية، والعراق، وليبيريا.
حصل هوندروس على منحة التصوير الصحفي من الوكالة الأمريكية للتنمية الدولية (USAID) في عام 1999. وفي عام 2001، اِختير هوندروس للحصول على زمالة بيو للتقارير الدولية من خلال جامعة جونز هوبكنز.
بعد هجمات 11 سبتمبر، التقط هوندروس صورًا في منطقة الصفر. ذهب هوندروس لتغطية الحرب الأهلية الليبيرية في عام 2003. وكان هذا هو المكان الذي صور فيه هوندروس جوزيف ديو في صورة زينت الغلاف الأمامي للمنشورات في جميع أنحاء العالم. كما تابع هوندروس الحملة الرئاسية للسيناتور جون كيري في عام 2004. عندما عاد هوندروس لتغطية الانتخابات الليبيرية في عام 2005، تمكن من مقابلة جوزيف ديو مرة أخرى لمناقشة التقدم الذي أُحرِز في ليبيريا منذ زيارته الأخيرة. تضمن عمله كوارث مثل إعصار كاترينا وزلزال هايتي عام 2010. وجدت الانتخابات الرئاسية للولايات المتحدة في عام 2008 هوندروس يصور الحاكمة والمرشحة لمنصب نائب الرئيس سارة بالين.
ظهرت أعماله على أغلفة مجلات مثل نيوزويك والإيكونوميست، وعلى الصفحات الأولى لصحف نيويورك تايمز وواشنطن بوست ولوس أنجلوس تايمز. وصف المصور تايلر هيكس هوندروس بأنه "لم يكن يعمل في هذا المجال من أجل نفسه أو من أجل غرور العمل. إنه يؤمن حقًا بعمله".
ظهرت صوره الفوتوغرافية في الفيلم الوثائقي، ليبيريا: سلام هش (2006).

## صور العراق
وقد نُشِرَت صور هوندروس من العراق على نطاق واسع، ولا سيما سلسلة الصور التي التقطها في يناير/كانون الثاني 2005 والتي تصور إطلاق النار على عائلة عراقية من قبل القوات الأميركية، وحظيت الصور بإشادة وانتقادات عالمية.
في 18 يناير/كانون الثاني 2005، كانت عائلة عراقية تسافر بسيارة في تلعفر. خوفًا من وجود انتحاري، أطلقت القوات الأمريكية طلقات تحذيرية، ثم أطلقت النار على السيارة، مما أسفر عن مقتل الوالدين وإصابة أحد أطفالهما الخمسة الجالسين في المقعد الخلفي بالشلل. ونتيجةً للاهتمام العالمي بقضيته الذي أثارته صور هوندروس، نُقل الصبي، راكان حسن، جوًا لاحقًا إلى الولايات المتحدة لتلقي العلاج في مستشفى في بوسطن، لكنه قُتل في تفجير نفذه المتمردون بعد عودته بفترة وجيزة.
فاز هوندروس بعشرات الجوائز الدولية عن صوره. ومن المرجح أن تصبح إحدى صوره لهذه المأساة "واحدة من الصور القليلة من حرب العراق التي يمكن أن تبرز في التاريخ" وفقًا لليام كينيدي ، من كلية جامعة دبلن.

وفي مقابلة، قال هوندروس:
| « | يكاد كل جندي في العراق أن يكون قد تورط في حادث من هذا النوع أو غيره، في رأيي. كان موقفهم تجاه الأمر قاتمًا، لكنه لم يكن نهاية العالم بالنسبة لهم. كان الأمر بالنسبة لهم: "كنت أتمنى لو أنهم توقفوا. أطلقنا طلقات تحذيرية. اللعنة، لا أعلم لماذا بحق الجحيم لم يتوقفوا. ماذا ستفعل لاحقًا، هل تريد لعب نينتندو؟ حسنًا." مجرد يوم عمل عادي بالنسبة لهم. مثل هذه الأمور تحدث كثيرًا في العراق. . | » |

## ليبيا والموت
أفادت التقارير في 20 أبريل 2011 أن هوندروس قد أصيب بجروح قاتلة في هجوم بقذائف الهاون شنته القوات الحكومية في مصراتة أثناء تغطيته للحرب الأهلية الليبية عام 2011. كما قُتل المصور الصحفي تيم هيثرينغتون في الهجوم الذي أدى إلى إصابة مصورين آخرين. وقال المصور الصحفي جاي مارتن إن المجموعة كانت مسافرة مع مقاتلين من المتمردين. ووفقًا لصحيفة نيويورك تايمز، توفي هوندروس متأثرًا بإصاباته نتيجة لصدمة دماغية شديدة.

## صندوق كريس هوندروس
صندوق كريس هوندروس هو منظمة غير ربحية تأسست عام 2011 تخليدًا لذكرى هوندروس وأعماله. تتمثل مهمة الصندوق في توفير منح للمؤسسات غير الربحية لدعم المصورين الصحفيين. تُقدم زمالة سنوية لحضور ورشة عمل إيدي آدامز، بالإضافة إلى زمالة أخرى تُمنح بناءً على طلب التقديم.
مُنِح الزمالة الأولى في عام 2012 من قبل صور غيتي وصندوق كريس هوندروس.

## فيلمهوندروس
في عام 2013، أطلق المؤلف جريج كامبل حملة كيك ستارتر لإنتاج فيلم وثائقي بعنوان Hondros: A Life in Frames. أُطلِق المشروع بهدف أولي قدره 30000.00 دولار أمريكي ومُوِّل بالكامل في غضون ثلاثة أيام بإجمالي 89639 دولارًا أمريكيًا جُمِعَت.
التقى كامبل وهوندروس وأصبحا صديقين حميمين في المدرسة الثانوية. بعد وفاة هوندروس، اتصل كامبل بالليبيري جوزيف دوو، الذي كان موضوع إحدى أشهر صور هوندروس. علم كامبل أن هوندروس قد عاد إلى ليبيريا لمساعدة دوو في الحصول على تعليمه في المدرسة الثانوية والجامعة، وفي النهاية كلية الحقوق.
أُنتِج الفيلم تنفيذيًا بواسطة جيك جيلينهال وجيمي لي كورتيس. كما ساعدت كورتيس كامبل في العثور على أول تمويل كبير للمشروع من مؤسسة أننبرغ.
عُرِض الفيلم، الذي أُعيدت تسميته باسم Hondros، لأول مرة عالميًا في أبريل 2017 في مهرجان تريبيكا السينمائي، حيث فاز بجائزة اختيار الجمهور للأفلام الوثائقية. وأُصدِر في دور العرض في 2 مارس 2018.

## الجوائز
- 2003: جائزة الصحافة العالمية، أمستردام: جائزة شرفية، سبوت نيوز.[34]
- 2003: نادي الصحافة الخارجية، نيويورك: جائزة جون فابر.[35]
- 2004: جائزة بوليتسر للتصوير الإخباري العاجل: وصل إلى الدور النهائي عن عمله في ليبيريا.[36]
- 2004: مسابقة صور العام الدولية، كلية ميسوري للصحافة: المركز الثالث وجائزة الشرف، الصراع.[37]
- 2005: جائزة الصحافة العالمية، أمستردام: الجائزة الثانية، سبوت نيوز.[38]
- 2006: نادي الصحافة الخارجية، نيويورك: الميدالية الذهبية لروبرت كابا "لشجاعته الاستثنائية ومبادرة عمله من العراق".[2][39]
- 2007: مجلة الصور الأمريكية : لقب "بطل التصوير الفوتوغرافي" لعمله في العراق.[40]
- 2007: جوائز أيام اليابان الدولية للتصوير الصحفي: المركز الأول.[41]
- 2008: جوائز المجلات الوطنية: مرشح لمقالته "نافذة على بغداد".[42]
- 2012: جائزة بوليتسر لتصوير الأخبار العاجلة: مرشح نهائي عن "تغطية الاحتجاجات الثورية المعروفة باسم الربيع العربي".[36]

## روابط خارجية
الموقع الرسمي